# Polylepis besseri
Espèce
Classification phylogénétique
Statut de conservation UICN

 VU  : Vulnérable
Polylepis besseri est une espèce de plantes à fleurs du genre Polylepis et de la famille des Rosaceae. C'est un arbre.